# Bernardino Bonifacio de Tovar
Bernardino Bonifacio de Tovar és un escultor castellà del segle XVI fill del també arquitecte-escultor de Toledo, Juan de Tovar. L'any 1510 talla els taulers de la sala capitular de la Catedral de Toledo, talla robusta de combinació ornamental, que equilibra el dibuix per deixar espais anàlegs al fons. Obra seva és la porta de sortida al claustre de la Catedral d'Astorga, consta de dues fulles, amb una cornisa de motllures que enclouen vuit taulers, quatre amb relleus de sant Sebastià, sant Roc, sant Jaume i sant Miquel. A El Carpio de Tajo (Toledo) va tallar una imatge de sant Miquel Arcàngel per a l'església del mateix nom, realitzada a la segona meitat del segle xvi.